# NGC 6079
NGC 6079 est une vaste galaxie elliptique située dans la constellation du Dragon. Sa vitesse par rapport au fond diffus cosmologique est de 7 445 ± 68 km/s, ce qui correspond à une distance de Hubble de 109,8 ± 7,7 Mpc (∼358 millions d'al). NGC 6079 a été découverte par l'astronome germano-britannique William Herschel en 1791. Cette galaxie a aussi été observée par l'astronome français Guillaume Bigourdan le 18 juillet 1884 et elle a été inscrite à l'Index Catalogue sous la désignation IC 1200.